# کاکی کینگ
کاکی کینگ (انگلیسی: Kaki King؛ زادهٔ ۲۴ اوت ۱۹۷۹) یک موسیقی‌دان اهل ایالات متحده آمریکا است. وی از سال ۲۰۰۱ میلادی تاکنون مشغول فعالیت بوده‌است.